# (39866) 1998 DB24
1998 دي بي 24 (ويعرف أيضًا باسم (39866) 1998 دي بي 24 وفق تسمية الكوكب الصغير) (بالإنجليزية: 1998 DB24)‏ هو كويكب ضمن حزام الكويكبات؛ وترتيبه 39866 من حيث الاكتشاف.
اكتُشف هذا الجُرم الفلكي بواسطة تاكيشي أوراتا ‏ في 17 فبراير 1998.

## وصلات خارجية
- (39866) 1998 DB24 في قاعدة بيانات مختبر الدفع النفاث لأجرام النظام الشمسي الصغيرة

- الاكتشاف · مخطط المدار ·  العناصر المدارية · المعلمات المادية

- (39866) 1998 DB24 على موقع ويكي سكاي: DSS2, SDSS, GALEX, IRAS, Hydrogen α, X-Ray, Astrophoto, Sky Map, Articles and images